# 포방패

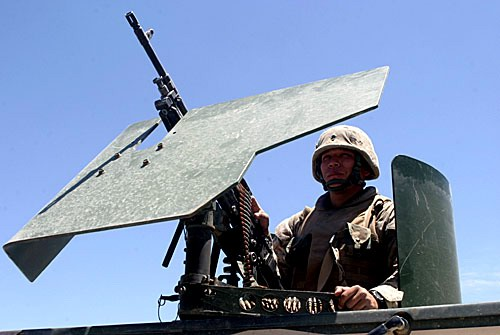
M240 기관총에 포방패를 장착한 미국 해병대

포방패(Gun shield)는 평판 또는 때때로 곡선으로 장착할 수 있도록 설계된 승무원 보호용 무기 등으로 기관총이나 포탄의 파편을 막기 위해 사용한다. 일반적으로 총방패(Ballistic shield)와 같은 방탄판을 이용하여 방호하지만, 드물게 돌격 소총에 사용하기도 한다.

## 군대
일부 거취된 기관총과 대포 파편으로부터 포수를 보호하기 위해 금속 장갑판이 장착되어 저격과 폭발에서 발생하는 화염과 파편을 막아준다. 회수된 금속판은 때로는 즉각적인 총방패로 사용할 수 있다. 베트남 전쟁에서 기갑전투차량과 경비정의 승무원들은 기관총에 금속판을 부착했다.
포방패는 베트남 전쟁 이후에 널리 사용되지 못했지만 1990년대 인기가 급상승한 적도 있었다. 이스라엘 군 분석가들은 자동 무기의 피격에 노출된 병사들의 중대한 위험을 지적하면서 포방패의 사용을 촉구하기 시작했다. 특히, 많은 사상자가 목이나 얼굴과 같이 방탄복이나 헬멧으로부터 보호받지 못한 부위에 공격을 받았다는 것을 지적했다.
미국은 이라크와 아프가니스탄과 같이 2000년대 발발한 전쟁에서 포방패를 사용하기 시작했다. 포방패의 주요 단점은 그것이 사용자의 전방 시야를 제한한다는 것이었다. 이러한 단점을 보완하여 투명한 포방패가 설계되어 나오기도 했다.